# لاله‌زار، خیبرپختونخوا
لاله‌زار (به انگلیسی: Lalazar) یک منطقهٔ توریستی در پاکستان است که در خیبر پختونخوا واقع شده‌است.